# Fairchild AC-119
Die Fairchild AC-119 war ein von Fairchild Aircraft entwickeltes Gunship. Es war ein Umbau des Transportflugzeugs Fairchild C-119 Flying Boxcar und der Nachfolger der AC-47D bei der United States Air Force.

## Varianten

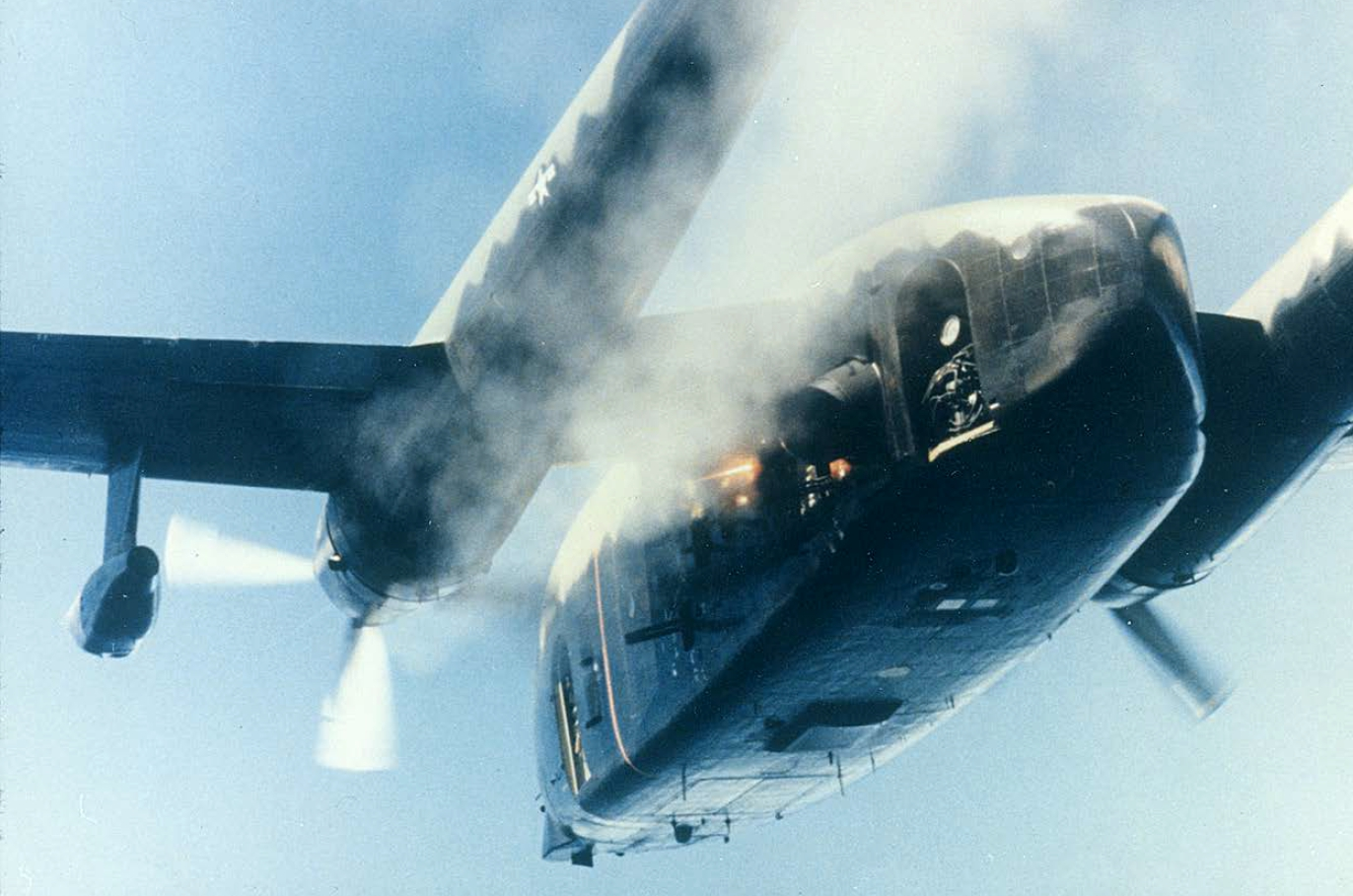
AC-119K Stinger mit einer feuernden Minigun

Die erste Version war die AC-119G „Shadow“, die im Jahr 1967 auf Basis der C-119G entwickelt wurde, angetrieben von zwei Doppelsternmotoren. Diese Variante war für den Einsatz als Bodenunterstützung „im Binnenland“ gedacht. Sie war an der Backbordseite des zentralen Rumpfes mit einem Nachtbeobachtungssichtgerät (NOS) sowie vier mehrläufigen Minigun-Maschinengewehren und einem AN/AVQ-8-Suchscheinwerfer ausgestattet. Es wurden 26 Umbauten durchgeführt.
Die fortgeschrittenere AC-119K „Stinger“ für Nachschubunterbrechung im „Außeneinsatz“ auf dem Ho-Chi-Minh-Pfad verfügte über zusätzliche Fähigkeiten, eine größere Feuerkraft und bessere Sensoren. Die Ausrüstung umfasste ein AN/AAD-4-FLIR, ein NOS, zwei sechsläufige Vulcan-Geschütze, vier Minigun-Maschinengewehre, ein Such-und-Folgeradar AN/APQ-133 Baken sowie einen Suchscheinwerfer. Auch hier wurden 26 Umbauten vorgenommen.
Im Vietnamkrieg gelangte diese Variante im Januar 1969 zur 71. Special Operations Squadron (Staffel für Spezialoperationen), doch am häufigsten wurde die AC-119G bzw. die AC-119K vom 17. und 18. Special Operations Squadron benutzt. Im September 1971 bzw. im Dezember 1972 wurden die beiden Exemplare außer Dienst gestellt. Bis dahin waren zwei AC-119G und zwei AC-119K verloren gegangen. Die verbleibenden 24 AC-119G und 22 AC-119K  wurden den südvietnamesischen Luftstreitkräften übereignet.

## Nutzer
Südvietnam
 Vereinigte Staaten
- United States Air Force

## Technische Daten
| Kenngröße    | Daten der AC-119K „Stinger“                                                                                         |
| ------------ | --- |
| Typ          | mehrsitziges Schlachtflugzeug                                                                                       |
| Antrieb      | zwei Sternmotoren Wright R-3350-89W mit je 2.525 kW zwei Turbojets General Electric J85-GE-17 mit je 1.293 kp Schub |
| Flugleistung | Höchstgeschwindigkeit 402 km/h Reichweite 3.186 km                                                                  |
| Abmessungen  | Spannweite 33,3 m Länge 26,36 m                                                                                     |
| Gewicht      | leer: 26.436 kg max. Startgewicht: 36.469 kg                                                                        |
| Benutzer     | USA und Südvietnam                                                                                                  |

## Bewaffnung

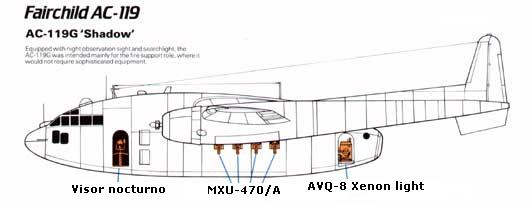
Bewaffnungsschema AC-119G

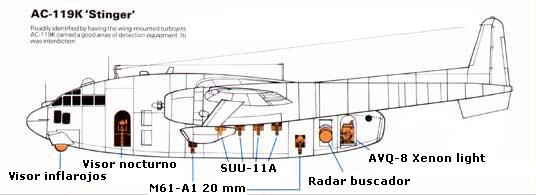
Bewaffnungsschema AC-119K

### AC-119G „Shadow“
- 4 × SUU-11A/A-Waffenbehälter auf Lafetten mit je 1 × sechsläufigem 7,62-mm-Gatling-Maschinengewehr General Electric MXU-470/A (M134 „Minigun“) mit je 2250 Schuss Munition[3]

### AC-119K „Stinger“
- 2 × Lafetten für je 1 × sechsläufige 20-mm-Gatling-Maschinenkanone General Electric M61A1 „Vulcan“ mit je 2250 Schuss Munition
- 4 × SUU-11A/A-Waffenbehälter auf Lafetten mit je 1 × sechsläufigem 7,62-mm-Gatling-Maschinengewehr MXU-470/A (M134 „Minigun“) mit je 7750 Schuss Munition